# لاخووو
لاخووو (به لاتین: Lachowo) یک روستا در لهستان است که در گمینا کولنو (استان پودلاسکی) واقع شده‌است. لاخووو ۵۰۶ نفر جمعیت دارد.